# 總統秘書室
總統秘書室（韩语：／ Daetongnyeong biseosil */?），是大韓民國的中央行政機關，負責協助總統。總統秘書室於2013年3月23日總統室改制後重新啟用。秘書室長與政策室长為部長級官員。秘書室也因其曾經所在的建築而被代稱為“青瓦臺”。
過去亦曾有總統秘書室一中央行政機關，負責協助總統國務及其他秘密委辦事務。原總統秘書處成立於1960年8月13日，至2008年2月29日改組為總統室時廢止。

## 任務
總統秘書室主要任務為協助總統執行職務。

## 歷史
1960年8月13日，總統秘書室成立。2008年2月29日，改組為總統室。2013年3月23日，裁撤總統室並改制為總統秘書室、國家安保室、總統警護室三個機關。总统警护室于2017年7月26日改制为总统警护处。

## 組織
秘書室經濟輔佐官兼任國民經濟諮問會議幹事委員。此外，為確保由總統任命之人事公平，設立由秘書室長擔任委員長的人事委員會。秘書室亦有設立監察班，監察行政部門之高級公職人員、事業單位或組織負責人、行政人員、總統親屬及與總統有特別關係人員。為提供總統施政諮詢或協助，可任命特別輔佐官及諮問委員。

## 員額編制
總統秘書室員額編制如下：
| 總員額       | 總員額             | 443名 |
| ------------ | ------------------ | ----- |
| 政務職總員額 | 政務職總員額       | 12名  |
|              | 室長               | 1名   |
|              | 政策室長           | 1名   |
|              | 首席秘書官或輔佐官 | 10名  |
|              |                    |       |
| 一般職總員額 | 一般職總員額       | 431名 |
|              | 高級公職人員       | 79名  |
|              | 3級以下5級以上     | 197名 |
|              | 6級以下            | 155名 |

## 財政
2019年總統秘書室按收支總額計算之財政規模如下：
| 區分     | 2019年預算（韓圓） | 較去年增加 |
| -------- | ------------------ | ---------- |
| 一般會計 | 9,400萬            | +18.99%    |
|          |                    |            |
| 合計     | 9,400萬            | +18.99%    |

| 區分     | 區分     | 2019年預算（韓圓） | 較去年增加 |
| -------- | -------- | ------------------ | ---------- |
| 一般會計 | 一般行政 | 936億6,900萬       | +4.23%     |
|          |          |                    |            |
| 合計     | 合計     | 936億6,900萬       | +4.23%     |

## 事件與爭議

### 首席發言人尹昶重性騷擾實習生
2013年5月8日（美國時間），美韓首腦會談期間，在美國的發言人尹昶重並沒有與總統及其他青瓦台人士前往下一站洛杉磯，5月10日凌晨（韓國時間），突然宣布尹昶重自華盛頓特區返回韓國。當時已知原因為個人因素。後來，尹昶重性騷擾一名韓裔美國實習生的報導在網上流傳。5月10日凌晨3點（韓國時間）和9日上午11點（洛杉磯時間），弘報首席祕書官李南基在洛杉磯宣布，總統已將尹昶重解雇。在此公告中，僅透露尹昶重作為一名高級公職人員其行為有所不當。據了解，尹昶重沒有收拾行李即從酒店返韓。5月10日，通過媒體披露，2013年5月7日晚間（華盛頓時間），首席發言人尹昶重觸摸了一名女員工的臀部。5月11日，尹昶重在鐘路區的新聞發佈會上否認這些指控。尹昶重聲稱是拍了她的腰。然而，在返韓後不久，他就被青瓦台公職紀綱組調查，並承認觸摸了一名女性的臀部，並沒穿內褲面對著她。在調查中，尹昶重表示自己無意發生性關係。
青瓦台被質疑在本案中幫助尹昶重離開美國。受此事件影響，直屬長官弘報首席祕書官李南基發表道歉聲明並表示辭職。此外，對於尹昶重及李南基之間聲明不同，而帶給總統問題，秘書室長許泰烈為此正式道歉。
事後證實，尹昶重在訪美期間持續有喝酒行為，也證實在紐約要求實習生一起喝酒。據稱，該名實習生不僅受到心理創傷，且從來訪第一天就被要求陪酒，影響其第二天發言人之職責。
根據後來揭露之事實，尹昶重在美觸摸實習生臀部，並持續打電話給實習生。實習生在目睹尹昶重裸體後，向韓國文化院報告此事。然而韓國文化院試圖掩蓋事件，實習生非常生氣，並向美國警方報案。另一方面，曾有人質疑尹昶重說謊，懷疑他知道根據美國法律，觸摸他人腰部不算性騷擾。尹昶重如果承認觸摸實習生臀部，其行為被認定為最低之5級性暴力。另一方面，尹昶重之行為會受到美國及韓國法律處罰，然而在韓國，強制醜行罪在6月19日才被廢除，而該罪廢除不具追溯力，因此必須在韓國再次提告才會被處罰。
弘報首席李南基之作為也成為議題。根據尹昶重11日的新聞發布會，李南基命令尹昶重購買機票返韓，並允許尹昶重在其宿舍避風頭。李南基對此表達否認。另一方面，李南基之行為在美國可能會因協助嫌疑人返韓而被視為妨礙司法公正。
6月4日，包括婦女團體在內等一千名女性指控尹昶重利用職權進行性騷擾，向首爾中央地方檢察廳提出舉報。
2016年5月，《哥倫比亞特區地方自治法》對於該案之追溯時效到期。

### 民政首席秘書官金英漢抗命事件
2015年1月9日，民政首席金英漢拒絕接受朝野協商結果，違抗秘書室長金淇春命令，以及拒絕出席朝野召開之運營委員會，並於後表示辭職。
新世界黨院內首席副代表金在原當日下午在運營委員會復會後表示：“新世界黨認同民政首席出席之必要性，因為事件發生在民政首席辦公室，即使從總統秘書室洩露的文件被證實是假的。”並表示：“在國會運營委員會主要議題結束後，朝野雙方一致同意民政首席出席並作出答覆。”然而，新政治民主聯合院內首席副代表安圭伯卻說：“雖然已經達成協議，但似乎有緊急情況。”並說：“我認為金淇春秘書室長應該給個明確答覆。”隨後，金淇春表示：“雖然我命令民政首席出席，但他說他不能出席。”
對此，新世界黨院內代表、運營委員會委員長李完九回應：“這是不能出席的反應嗎？”院內首席副代表安圭伯再次問道：“如果在秘書室長領導下，首席秘書官拒絕聽從秘書室長指示，你會採取什麼行動？”金淇春回答：“我認為如果公職人員不遵守秘書室長指示，應該被追究責任。”不過，李完九再次表示：“如果朝野雙方就是否出席達成一致意見但不被接受，情況就很嚴重了。”並強調：“別含糊其辭，我給你時間，我會再和幹事談一談，而你也必須具體告訴我若不答覆你會採取什麼作為。”金淇春說：“我會向總統建議將他免職。”最終，於下午2時43分復會的運營委員會在5分鐘後再次休會，因民政首席金英漢拒絕出席。
在運營委員會因金英漢出席問題而休會時，新世界黨院內首席副代表金在原於當天下午對記者表示：“我在整個休會期間都要求他出席，但民政首席說：『我會辭職。不去國會的事我會給出答案。』”對於金英漢辭職一事，金在原也說：“我們也想知道原因。”並道：“情況很突然。”
對此，總統秘書室發言人閔庚旭在春秋館舉行的簡報會上說：“文件洩露事件發生後，金英漢才被任命，他認為對事件不熟悉的他被要求出席，實際上乃是一種政治攻擊，而這也是問題之關鍵，25年來，民政首席除特殊情況外，不出席國會已成為常態，但他強烈表達了不出席意願，以免屈服於政治攻勢，造成不良先例。”他補充說：“金英漢首席對此負責並辭職，我認為是正確的。”另一方面，總統秘書室一位官員說：“如果你有這樣的信念，你應該事先和內部談一談，你以為你是在什麼地方？”並說道：“我覺得他想辭職很久了。”
然而，過去民政首席曾五次至國會出席，即使判斷出席不合適，也很難想像首席祕書官會現實地直接“抗命”其上司金淇春。更何況金淇春是金英漢在法律界的大前輩，且更重要的是，公職紀綱在總統秘書室應該是最確實的。
新政治民主聯合院內發言人朴完柱說：“在全國直播出公職紀綱的混亂，這是前所未有的。”他批評道：“總統秘書室無視國會的行為太過分了，總統秘書室的內部制度已經徹底瓦解。”正義黨院內發言人金霽南也表示：“民政首席是揭露案件真相的關鍵人物，應國會傳召是理所當然的職責。”並道：“金英漢首席突然辭職，無非是逃避出席國會、掩蓋事件真相的明顯伎倆。”
2015年1月10日，總統朴槿惠接受了金英漢的辭呈。當天上午，秘書室發言人閔京旭在新聞發布會上表示：“民政首席金英漢的辭呈今天上午被接受，將於今天正式免職。” 他補充道：“辭呈是昨天遞交的，總統今天早上批准了秘書室長金淇春準備的文件。”
同日，國務總理鄭烘原在新年之際，與總理祕書室的記者，在政府世宗廳舍附近的雲住山遠足，並在其後之午餐會上，對“抗命事態”表示失望。記者追問鄭烘原對“抗命事態”有何看法，他說：“（我）在大田地方檢察廳擔任檢察次長時，金英韓前首席是一名檢察官，我們一起工作，並總是（為任務）盡最大努力，行事風格是如此堅定信念。”並道：“金英韓前首席似乎堅稱不會開創應國會傳召的先例，但這樣的處事並不可取。”
與此同時，新政治民主聯合議員朴映宣在Twitter上說：“民政首席的抗命不僅僅是對祕書室長的抗命。”並補充道：“這是對人民的抗命。” 朴映宣接著表示：“自李明博政府以降，民政首席辦公室積累的國家事務已經停滯不前。”並說：“像這樣韓國才沒有未來。為什麼我們不能建立一個正義的大韓民國？”
2015年1月11日，新政治民主聯合院內發言人徐瑛教說：“這應該受到紀律處分並解僱，但默默接受（辭職）降低了總統的領導能力和總統秘書室的紀律。”並表示：“我只能說總統秘書室整個系統已經崩潰。”同一天，黨內總統初選候選人之一的文在寅在蔚山發表聯合演講前會見記者時表示：“從最近的國政壟斷到民政首席抗命，朴槿惠總統秘書室的紀律已不是正常狀態。”並道：“有必要透過內閣改組來徹底革新政府。”另一初選候選人李仁榮也說：“在總統附近發生抗命事件，如果是前總統朴正熙就會嚴厲譴責。”並補充道：“朴槿惠總統在今年的新年記者會上一言不發，這是不合理的。”
新世界黨也以親李派等非主流團體為中心，以更換民政首席為契機，要求全面改革總統秘書室。議員鄭柄國說：“如果總統秘書室不自我革新，總統將會有更多的困難。”